# Pseudofabriciola quasiincisura
Pseudofabriciola quasiincisura är en ringmaskart som beskrevs av Fitzhugh 1996. Pseudofabriciola quasiincisura ingår i släktet Pseudofabriciola och familjen Sabellidae. Inga underarter finns listade i Catalogue of Life.